# Église Saint-Étienne d'Urcuit
 (août 2025).
Si vous disposez d'ouvrages ou d'articles de référence ou si vous connaissez des sites web de qualité traitant du thème abordé ici, merci de compléter l'article en donnant les références utiles à sa vérifiabilité et en les liant à la section « Notes et références ».
L'église Saint-Étienne d'Urcuit est une église de style labourdin située à Urcuit dans les Pyrénées-Atlantiques. Dédiée à saint Étienne, elle dépend du diocèse de Bayonne, Lescar et Oloron et appartient à la paroisse Saint-Pierre de Nive-Adour.

## Historique
Un document de 1083 cite l'église "Sanctus stephanus de Auricocta". L'église paroissiale, placée sous le vocable de saint Étienne, dépendait de l'abbaye des Prémontrés de Lahonce. Elle a été transformée dans le troisième quart XIXe siècle. La date 1866 est portée sur l'élévation sud. 
Toutefois, le portail ébrasé sous le porche est antérieur aux remaniements et peut être daté du XVe siècle.

## Intérieur
Édifice à nef unique, son intérieur se distingue par deux étages de tribunes en bois, ou galeries, qui sont typiques de l'architecture basque.
Le retable de style baroque dispose en son centre d'un tableau illustrant le martyr d'Étienne. De chaque côté du tableau se trouvent les statues de saint Paul et de saint Pierre. 
L'autel contre le retable contient le tabernacle ainsi que les sculptures de l'agneau pascal (au centre), du calice surmontée de l'hostie représentant l'eucharistie (à gauche) et d'un ostensoir (à droite).